# Tauró blanc
El tauró blanc o gran blanc (Carcharodon carcharias) és una espècie de tauró lamniforme de la família dels làmnids que viu a les aigües càlides i temperades de gairebé tots els oceans. És l'única espècie vivent del gènere Carcharodon. Rep el nom de monjo a l'Alguer.

## Morfologia
El tauró blanc pot arribar a tenir una longitud de 5 a 8 metres, mentre que les femelles són més petites que els mascles. La femella més gran mai observada fa 5,85 m i està batejada amb el nom de Gill Rakers, i el mascle més gran mai observat fa aproximadament uns 8m batejat amb el nom de Colossus. Pesen uns 3.000 kg. La part de dalt i els costats són de color gris clar i la part inferior és blanca (fet a què es deu el seu nom). Quan mossega desenvolupa una força de 18.000 N, equivalent a 1,8 tones, sent la major força de mossegada de tots els animals que existeixen avui en dia. La primera aleta, que se situa a l'esquena, és falciforme i gran; la segona aleta de l'esquena i la darrera són petites. Cap d'elles tenen espines. L'aleta de la cua té forma de mitja lluna, amb una grandària d'entre 100 i 120cm. Els ulls són completament negres, les dents són grans i triangulars, en doble fila. En total, tenen aproximadament 100 dents, que al llarg de la vida es regeneren perpètuament. La boca és gran i forta. Tenen cinc obertures a les brànquies, que estan davant de les aletes laterals.
Els taurons blancs es caracteritzen pel seu cos fusiforme i per la seva gran robustesa, en contrast amb les formes aixafades que solen lluir altres taurons. El morro és cònic, curt i gruixut. La boca, molt gran i arrodonida, té forma d'arc. Roman sempre entreoberta, deixant veure almenys una filera de dents de la mandíbula superior i una o dues de la inferior, mentre l'aigua penetra en ella i surt contínuament per les brànquies. Si aquest flux s'aturés, el tauró s'ofegaria per mancar d'opercles per regular el pas correcte de l'aigua, i s'hi enfonsaria, ja que com que tampoc posseeix bufeta natatòria es veu condemnat a estar en continu moviment per evitar-ho.
Durant l'atac, la gola s'obre fins al punt que la forma del cap es deforma perquè la mandíbula se'n desprengui; i es tanqui després amb una força 300 vegades superior a la d'una mandíbula humana.

Les dents són grans, serrades, de forma triangular i molt amples. Al contrari que d'altres taurons, no posseeixen diastema ni reducció de dent, sinó que tenen tota la mandíbula proveïda de dents alineades i igualment capaces d'aferrar-se, tallar i esquinçar. Darrere de les dues fileres de dents principals, els taurons blancs tenen dos o tres més en continu creixement que supleixen la freqüent caiguda de dents amb d'altres de noves, i es van reemplaçant per noves fileres al llarg dels anys. La base de la dent no té arrel i es troba bifurcada, donant-li una aparença inconfusible en forma de punta de fletxa. 

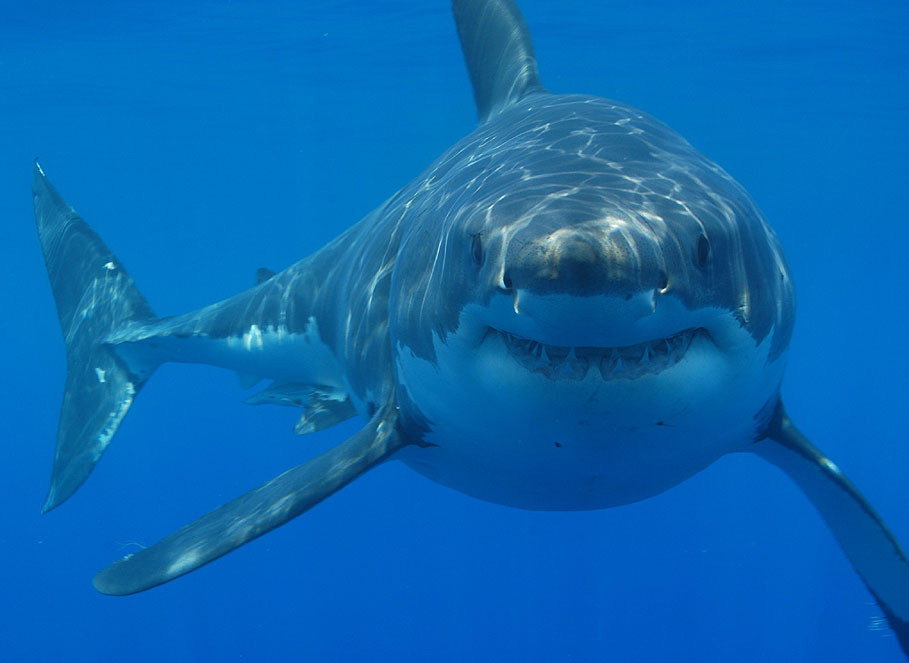
Tauró blanc a la costa de Sud-àfrica.

Els orificis nasals (narius) són molt estrets, mentre que els ulls són petits, circulars i completament negres. En els costats hi ha cinc fenedures branquials, dues aletes pectorals ben desenvolupades de forma triangular i dues, a prop de l'aleta caudal, molt més petites. La caudal està molt desenvolupada, igual que la gran aleta dorsal del seu llom. Dues aletes petites (segona dorsal i anal), a prop de la cua, completen l'aspecte d'aquest animal.
Malgrat el seu nom, el tauró només és blanc en la seva part ventral, mentre que la dorsal és grisa o blavosa. Aquest patró, comú en molts animals aquàtics, serveix per confondre amb la llum solar (en cas de mirar-se des de baix) o amb les fosques aigües marines (en cas de fer-ho des de dalt), constituint un camuflatge tant simple com efectiu. L'extrem de la part ventral de les aletes escapulars i la zona de les aixelles apareixen tenyides de negre. La pell, molt aspra, es compon de dures escates anomenades denticles dèrmics, per la seva forma afilada.
No obstant això, la denominació de "tauró blanc" podria tenir la seva lògica en el cas d'albirar exemplars albins d'aquesta espècie que, encara que són molt rars, existeixen. El 1996 es va pescar a les costes d'El Cap Oriental (Sud-àfrica) una femella jove de tot just 145 cm que exhibia aquesta rara característica.

## Costums
Sembla que els taurons es comuniquen mitjançant moviments a l'aigua. Poden fer xocar la cua amb la superfície de l'aigua en senyal d'agressivitat. No solen atacar humans; només ho fan quan els confonen amb foques o lleons marins. Gairebé no tenen depredadors, només són atacats per orques o per altres taurons més grossos, tot i que és poc freqüent. Està prohibit pescar-lo, ja que és una espècie en perill d'extinció.

## Alimentació

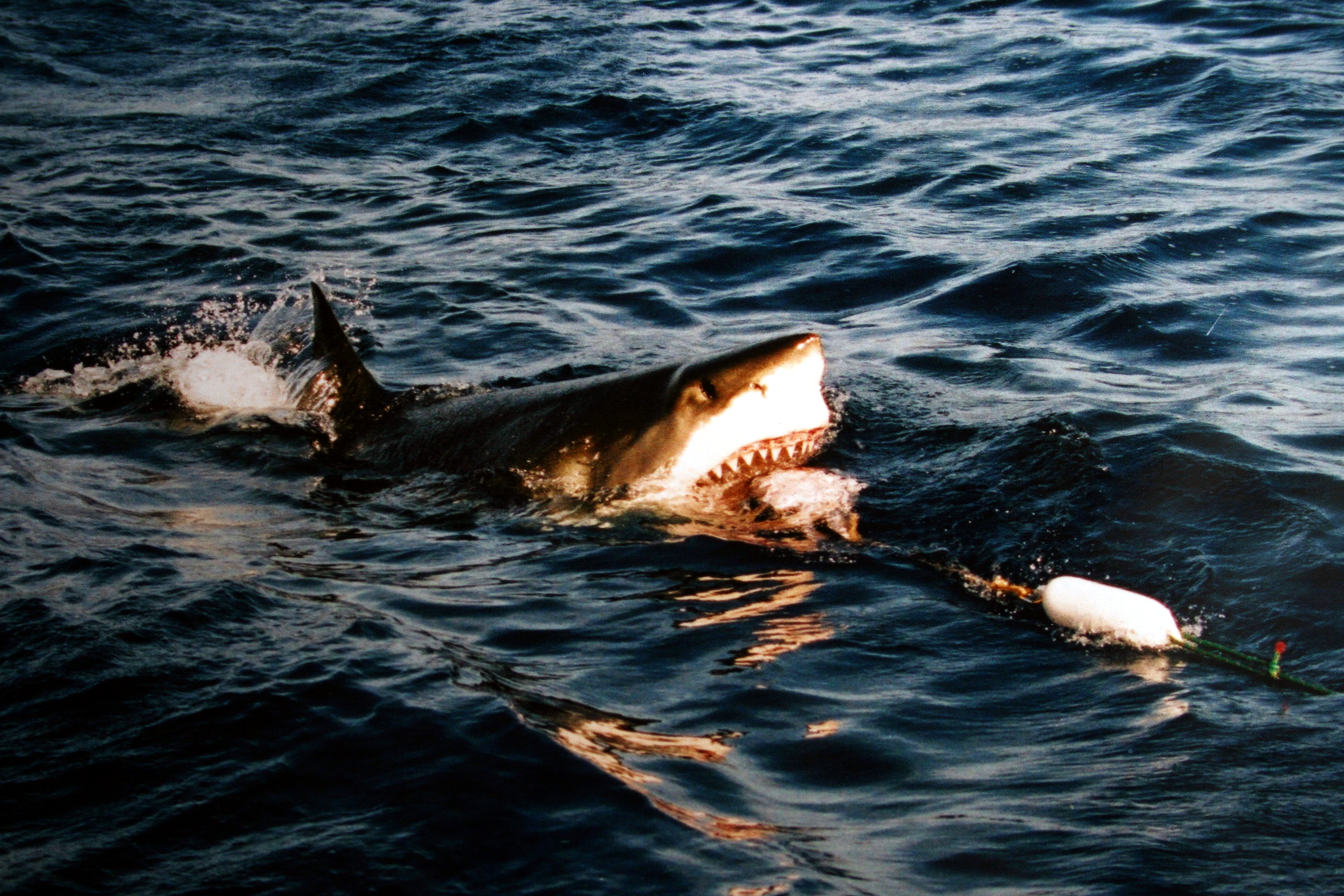
Un tauró blanc alimentant-se.

Els taurons blancs s'alimenten principalment de pops, crancs grans, tonyines, altres taurons, ratlles, foques, i altres mamífers. No mengen taurons de la seva espècie, ja que no s'ha observat que practiquin el canibalisme. Per poder capturar grans mamífers, que constitueix la base de la dieta dels adults, els taurons blancs practiquen una característica emboscada: se situen a diversos metres sota la presa, que neda en la superfície o a prop d'ella, usant el color fosc del seu dors com a camuflatge amb el fons i tornant-se així invisibles a les seves víctimes. Quan arriba el moment d'atacar, avancen ràpidament cap amunt amb potents moviments de la cua i obren les mandíbules. L'impacte sol arribar al ventre, on el tauró s'aferra fortament a la víctima: si aquesta és petita, com un lleó marí, la mata a l'acte i posteriorment l'engoleix sencera. Si és més gran, arrenca un gran tros de la mateixa que ingereix sencer, ja que les seves dents no li permeten mastegar. La presa pot quedar llavors morta o moribunda, i el tauró tornarà a alimentar-se'n arrencant un tros rere l'altre. Excitats per la presència de sang, la zona s'omplirà aviat d'altres taurons. En algunes zones del Pacífic, els taurons blancs carreguen amb tanta força a les foques i lleons marins que s'eleven un parell de metres sobre el nivell de l'aigua amb la seva presa entre les mandíbules, abans de tornar a capbussar-se. La majoria dels atacs ocorren durant l'alba o bé al vespre. Doncs és en aquest moment quan les profunditats no es poden albirar de manera adequada. Només s'aprecia la superfície, ja que els raigs del sol en aquest moment encara són febles per penetrar en les profunditats. Pel que li proporciona un avantatge al tauró per atacar la seva presa sense ser percebut.
Aquesta espècie també consumeix carronya, especialment la que procedeix de cadàvers de balena a la deriva, dels que arrenquen grans trossos. A prop de les costes, els taurons blancs consumeixen grans quantitats d'objectes flotants per error: en els seus estómacs s'ha arribat a trobar fins i tot matrícules d'automòbil.
Tant en la caça com a la resta de la seva vida, el tauró blanc sol ser solitari. Ocasionalment es veuen parelles o petits grups desplaçant-se a la recerca d'aliment, tasca que els porta a recórrer centenars de quilòmetres. Encara que preferentment nòmades, alguns exemplars prefereixen alimentar-se en certes zones costaneres, com passa en algunes regions de Califòrnia, Sud-àfrica i especialment Austràlia.

## Reproducció

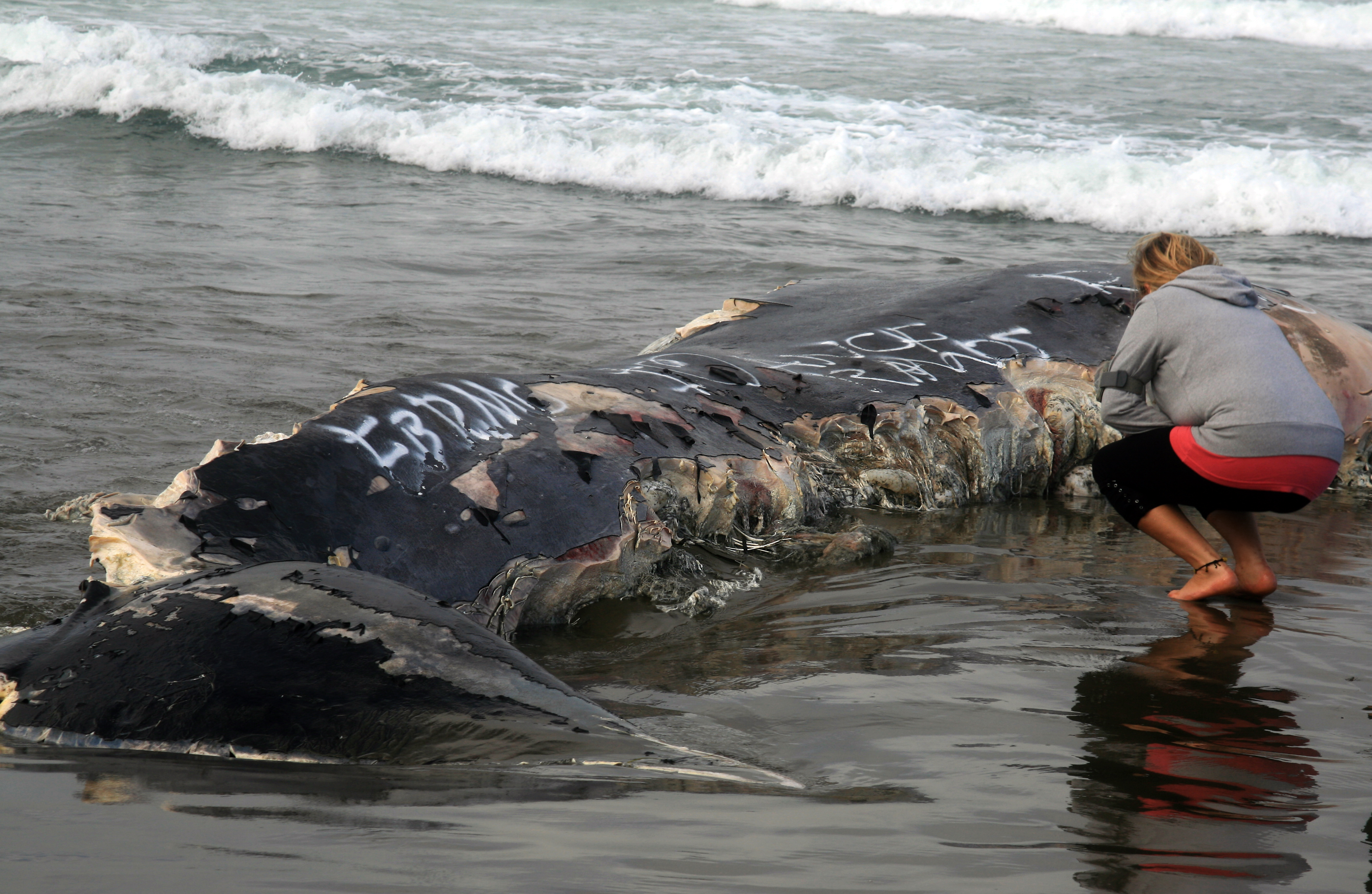
Balena morta amb marques de mossegades de tauró blanc.

Encara que amb prou feines hi ha uns quants casos de femelles gràvides capturades, es pot afirmar que aquesta espècie prefereix reproduir-se en aigües temperades, a la primavera o a l'estiu, sent ovovivípara. Els ous, de 4 a 10, arribant en alguns casos a 14, romanen en l'úter fins que es desclouen: és possible que en el tauró blanc es doni canibalisme intrauterí (sent les cries més febles i els ous encara per obrir devorats pels seus germans més forts) de la mateixa manera com succeeix en altres espècies de làmnids, tot i que no es tracta d'un fet totalment provat. Unes tres o quatre cries de 12cm de llarg i dents serrades aconsegueixen sortir a l'exterior en el part i immediatament s'allunyen de la seva mare per evitar ser devorades per aquesta. Des de llavors porten una vida solitària, creixent a un ritme bastant ràpid. Arriben als dos metres en el primer any de vida. Els mascles, més petits que les femelles, maduren sexualment abans que aquestes, quan arriben als 3,8m de llarg (uns quatre anys), encara que alguns individus podrien madurar excepcionalment quan encara fan tot just dos metres i mig. Presenten dimorfisme sexual en unes extensions de les aletes pèlviques que serveixen d'òrgans copuladors. Les femelles no poden reproduir-se fins que no aconsegueixen entre 4,5 i 5 metres de llarg i es creu que són fèrtils durant un curt període, cosa que fa que la seva taxa reproductiva siga baixa.
No es coneix gran cosa sobre les relacions intraespecífiques que es donen en aquesta espècie, i pel que fa a l'aparellament no és una excepció. És possible que aquest es produeixi amb més freqüència després que diversos individus comparteixin un gran festí, com ara un cadàver de balena. La vida mitjana per a aquests animals no es coneix amb exactitud, però és probable que oscil·li entre els 15 i els 30 anys.

## Distribució i hàbitat

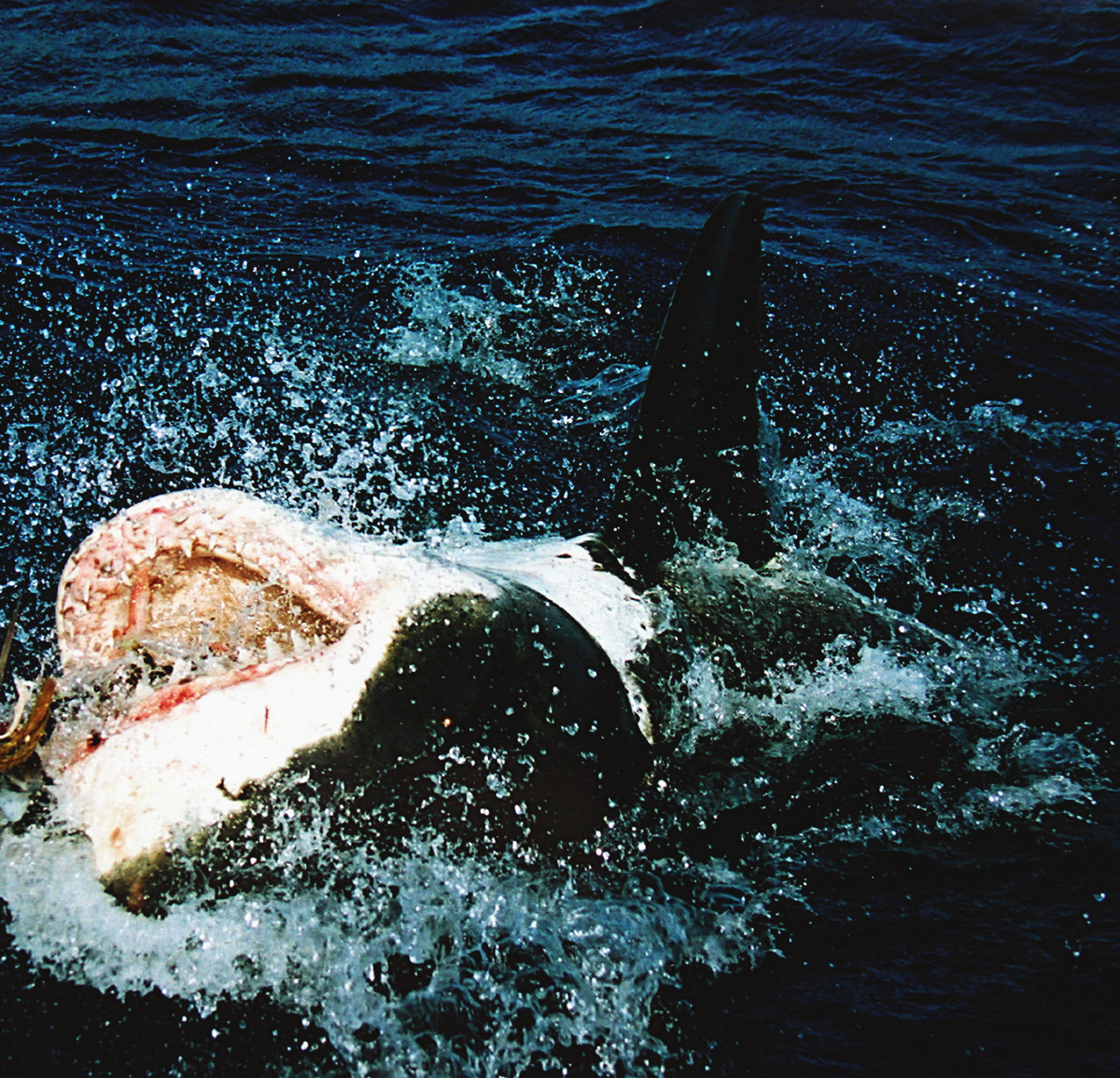
Boca del tauró blanc.

Els taurons blancs apareixen per totes les aigües del món, excepte en les regions fredes del pol nord i el pol sud. Són més freqüents a les costes que a les aigües molt profundes. Apareixen sobretot a Sud-àfrica, Austràlia i al nord-est de l'oceà Pacífic. És una espècie no gaire freqüent, ja que està en perill d'extinció. De vegades arriben fins als ports, cales o platges, però no en aigües salabroses ni aigües dolces. Aproximadament, en un 90% dels casos, es troben en aigües de 5 a 500 metres de profunditat.
El tauró blanc viu a les zones de la plataforma continental, a prop de les costes, on l'aigua és menys profunda. És en aquestes zones on l'abundància de llum i corrents marines genera una major concentració de vida animal, el que per aquesta espècie equival a una major quantitat d'aliment. No obstant això, estan absents dels freds oceans àrtic i antàrtic, malgrat la seva gran abundància en plàncton, peixos i mamífers marins. Els taurons blancs tenen un avançat metabolisme que els permet mantenir-se més calents que l'aigua que els envolta, però no prou per poblar aquestes zones extremes.
Les principals àrees amb presència freqüent de taurons blancs són les aigües de les Antilles Menors, algunes parts de les Antilles majors, el Golf de Mèxic fins a Florida i Cuba, i la Costa Est dels Estats Units. Des d'allà fins a Terranova, la franja costanera del Riu Gran del Sud a la Patagònia, la de l'Pacífic de l'Amèrica del Nord (des de la Baixa Califòrnia fins al sud d'Alaska, on arriben en anys anormalment càlids) i de l'Sud (des de Panamà a Xile); arxipèlags del Pacífic com Hawaii, Fiji i Nova Caledònia; Austràlia (amb l'excepció de la seva façana nord, sent abundant en la resta), Tasmània i Nova Zelanda, sent molt freqüent a la zona de la gran barrera de corall; nord de les Filipines i tot el litoral asiàtic des de Hainan fins al Japó i l'illa de Sajalin; Seychelles, Maldives, Sud-àfrica (on és molt abundant) i les zones properes a la desembocadura dels rius Congo i Volta, i la façana costanera des del Senegal a Anglaterra, amb agrupació apreciable a les illes de Cap Verd i Canàries, penetrant també en els mars Mediterrani i Roig. En aquestes últimes zones és on la presència humana, manifestada a través de la sobreexplotació pesquera i la contaminació de les aigües, han reduït considerablement la distribució d'aquesta espècie. Malgrat això, sembla que persisteix a l'àrea alguna zona de cria, com per exemple la de l'Estret de Messina. Ocasionalment, aquesta espècie pot arribar també a aigües d'Indonèsia, Malàisia, el Mar d'Okhotsk i la Terra del Foc.
Normalment es manté a una certa distància de la línia costanera, apropant-se només en aquelles zones amb especial concentració de tonyines, foques, pingüins i altres animals d'hàbits costaners. Igualment, sol romandre a prop de la superfície, encara que ocasionalment descendeix fins a prop del quilòmetre de profunditat.

## Perill d'extinció

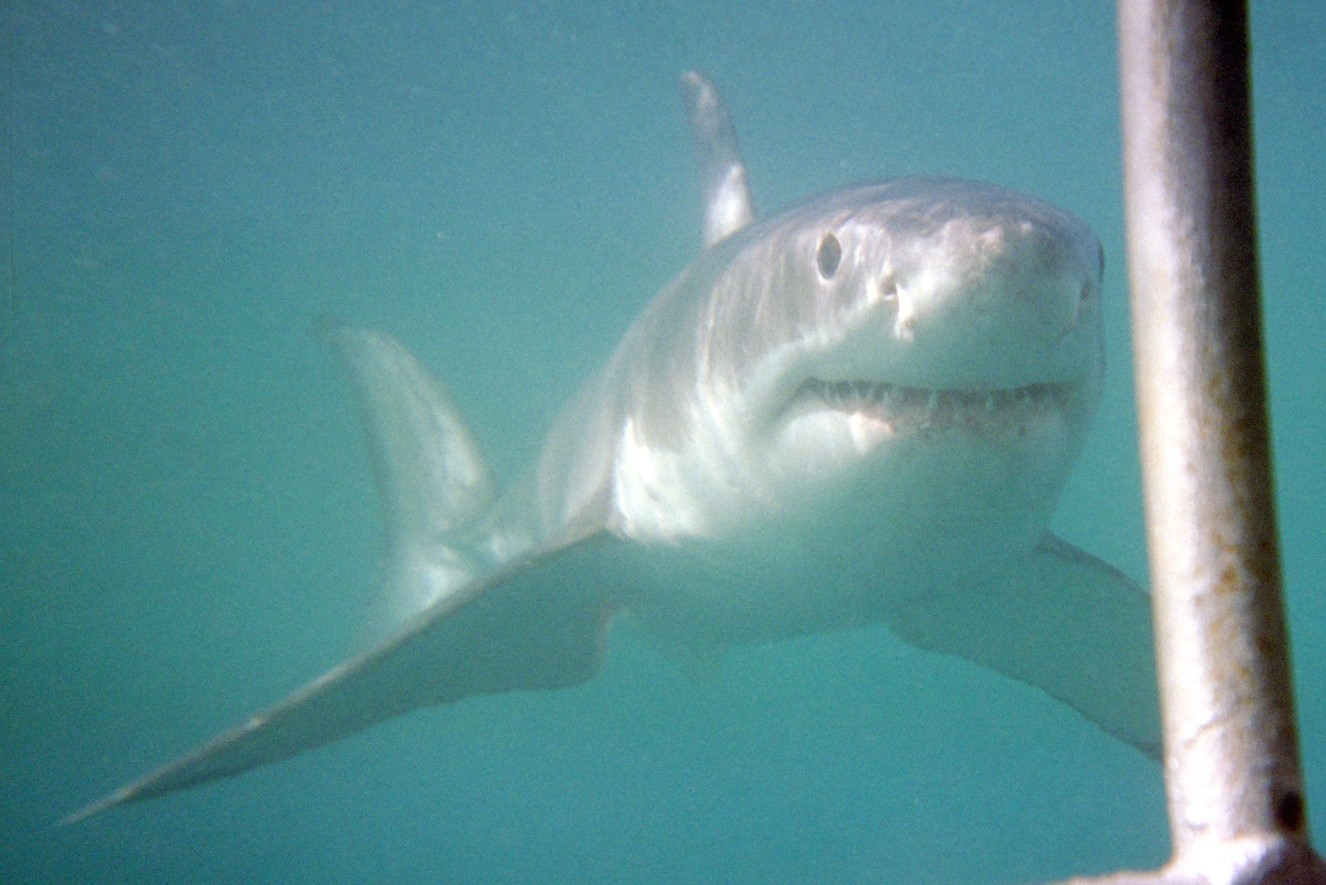
Tauró blanc vist des d'una gàbia d'immersió.

A causa de l'ampli rang de distribució d'aquesta espècie, és impossible saber el nombre de taurons blancs que existeixen, encara que sigui de forma aproximada. Tanmateix, la seva baixa densitat poblacional, unida a la seva escassa taxa de reproducció, la seva llarga infància i la seva baixa esperança de vida, fan que el tauró blanc no sigui un animal precisament abundant. La pesca esportiva d'aquest tauró, sense interès econòmic, s'ha incrementat en els últims 30 anys a causa, en gran part, de la popularitat de pel·lícules com les de Steven Spielberg, fins al punt que se'l considera amenaçat o en perill d'extinció en diversos llocs.
La Llista Vermella de la Unió Internacional per a la Conservació de la Natura (UICN) va incloure al tauró blanc per primera vegada el 1990 com a espècie insuficientment coneguda, i des del 1996 ho fa com a vulnerable. El II Apèndix del Conveni CITES l'inclou com a espècie vulnerable si no s'explota racionalment.
Les mesures de conservació s'han d'aplicar obligatòriament sobre les poblacions en llibertat, ja que la cria en captivitat del tauró blanc és impossible, a causa probablement a l'acusat caràcter nòmada de l'espècie (es tenen dades d'individus visitant alternativament les platges de Sud-àfrica i Austràlia, a 22.000 km de distància). L'únic exemplar que ha arribat a ser exhibit viu en una instal·lació va ser una femella jove anomenada Sandy, que va viure durant tres dies del mes d'agost del 1980 a l'aquari Steinhart de San Francisco. Després de només 72 h de captiveri, Sandy va haver de ser alliberada després que deixés de menjar i es provoqués greus ferides en xocar repetidament contra una de les parets del seu recinte. Posteriorment es va descobrir que el que atreia Sandy cap a aquest lloc en particular era una minúscula diferència de 125 microvolts (milionèsimes de volt) de potencial elèctric entre aquesta paret i la resta de les de l'aquari. La intensitat del camp elèctric que Sandy detectava era tan petita que passava desapercebuda per a qualsevol dels altres animals que es trobaven en el mateix tanc d'aigua, inclosos diversos taurons d'altres espècies.
Per ara no existeix cap moratòria legal internacional sobre la pesca del tauró blanc, encara que aquesta està prohibida en algunes àrees de la seva distribució. El tauró blanc és una espècie protegida a Califòrnia, la costa est dels Estats Units, el Golf de Mèxic, Namíbia, Sud-àfrica, les Maldives, Israel i part d'Austràlia (Austràlia Meridional, Nova Gal·les del Sud, Tasmània i Queensland). La Convenció de Barcelona la considera una espècie amenaçada a la Mediterrània, però gairebé cap país amb sortida a aquest mar ha disposat cap mesura en favor de la seva conservació.